# Éléonore de Blois
Éléonore de Blois (née avant 1102 et morte vers 1147), fille d'Étienne II de Blois, comte de Blois, de Chartres  et de Meaux, et d'Adèle de Normandie, est l’épouse de Raoul Ier le Vaillant, comte de Vermandois et de Valois. Certaines généalogies lui attribuent, un fils Hugues II qui serait devenu moine sous le nom de Félix de Valois, mais cette affirmation semble être un canular du XVIe siècle.
Son mariage avec Raoul de Vermandois fut dissous à la demande d’Aliénor d'Aquitaine, dont la sœur Pétronille d'Aquitaine était amoureuse de Raoul.